# Sehnsucht (A7)
Sehnsucht is een kunstwerk van Fred Broekkamp langs de autosnelweg A7 bij de afrit naar  Verzorgingsplaats Broerdijk. Het beeld werd in opdracht van Rijkswaterstaat omstreeks 1987 geplaatst bij parkeerhaven Broerdijk. Het is gemaakt van verzinkt en gecoat staal en meet circa 10 × 3 × 5 meter.
Het metaalplastiek werd op 2 juli 1987 onthuld ter gelegenheid van de officiële opening van het nieuwe gedeelte van de A7 tussen Scharwoude en Den Oever door minister van Verkeer en Waterstaat Neelie Smit-Kroes.
De titel verwijst naar het Duitse woord dat zich moeilijk laat vertalen, maar zoiets betekent als: smachtend verlangen, nostalgische smart, heimwee. De kunstenaar zegt hier zelf over: "Dit is het enige beeld van mijzelf dat ik ooit een naam heb gegeven, maar achteraf heb ik bedacht dat ik al mijn beelden wel zo had kunnen noemen. 'Sehnsucht' is nu eenmaal altijd mijn spirituele drijfveer." (Uit: Beelden in de berm, Karin van Munster)